# Чатлош, Фердинанд
Фердинанд Чатлош (словац. Ferdinand Čatloš; 7 октября 1895, Липтовски Петер (район Липтовски-Микулаш), Королевство Венгрия, Австро-Венгрия — 16 октября 1972, Мартин, Чехословакия) — военный деятель Словакии в период марионеточного прогерманского правительства Йозефа Тисо (1939—1944), представитель Глинковой Словацкой народной партии, министр национальной обороны, генерал.

## Биография
Фердинанд Чатлош был старшим из десяти детей. Изначально его должны были назвать Михалом, но нотариус самовольно зарегистрировал его под именем Фердинанд. Происходил из семьи рабочих. Его отец Михал работал на разных работах, он был каменщиком, а также работал на целлюлозно-бумажной фабрике в Ружомбероке. 
Сначала Фердинанд учился в венгерской мещанской школе в Липтовском Градеке. После её окончания он стал учеником каменщика. Затем поступил в Высшую коммерческую школу в Кежмароке. Во время обучения в учебном заведении проходила политика венгеризации, однако Фердинанд оставался словаком по своим убеждениям. В 1913 году, незадолго до окончания школы, его исключили за распространение «панславистских взглядов». В конце концов он окончил школу в Дольни-Кубине.

### В австро-венгерской армии
После окончания университета Чатлош работал клерком в Ружомбероке, где он застал начало Первой мировой войны. 15 сентября 1914 года, в возрасте 19 лет, Чатлош вступил в 57-й пехотный полк в Прешове. Позже его перевели в Лученец, где он окончил школу офицеров запаса. В мае 1915 года он отправился на фронт в качестве кадета-аспиранта (заместителя офицера), но в итоге избежал фронта, поскольку ровно через год после вступления в армию попал в русский плен под Тарнополем. По другим данным, он сдался добровольно.

### В Чехословацком корпусе
В отличие от других военнопленных, у Чатлоша были пророссийские взгляды. В июле 1917 года в звании прапорщика Чатлош был зачислен младшим офицером в 3-ю роту 7-го стрелкового полка. В сентябре того же года он стал одним из 300 эмиссаров, которые вербовались среди пленных солдат австро-венгерской армии для присоединения к чехословацкому корпусу. В конце сентября число мобилизованных ими чехов и словаков достигло 40 000 человек. Эти солдаты стали основой чехословацкого корпуса в России, но среди них было всего около 1 000 словаков. Они были зачислены в 7-й стрелковый полк, в котором числился и Чатлош.
Будучи легионером, Чатлош участвовал во всех легионерских операциях. В декабре 1918 года он получил повышение и вскоре стал командиром батальона. В это время легионы уже находились в Иркутске.
Также Чатлош подписал меморандум словацких легионеров, требующих равенства со своими чешскими боевыми товарищами, поскольку на командные должности назначались только чехи. Меморандум также подписали Рудольф Виест и Йозеф Грегор-Тайовский, требуя равного представительства в легионах, а также в военном министерстве в России.
1 мая 1919 года Чатлош был произведен в капитаны, а в июле 1919 года его направили в 12-й стрелковый полк, где он последовательно занимал несколько должностей. К этому времени постепенная эвакуация чехословацких легионов из России в Европу была уже в полном разгаре. Чатлош с частью 12-го полка отправился во Владивосток на американском корабле «Логан», который отплыл 21 июля 1920 года. 14 сентября 1920 года прибыл в Чехословакию.

### В армии Чехословакии
Полк Чатлоша был временно расквартирован в Комарно, где был преобразован в 12-й пехотный полк генерала Штефаника. Сначала Чатлош занимал должность заместителя командира полка, но на рождество 1920 года подал заявление о демобилизации, по его словам «из отвращения, потому что моя успешная деятельность и командование не были признаны».
В апреле 1921 года по настоянию некоторых сослуживцев, в частности Йозефа Грегора-Тайовского, он был вновь принят в армию и назначен в 14-й пехотный полк в Кошице, но только в качестве командира взвода.
После подписания Мюнхенского соглашения, Чатлош был назначен главнокомандующим Силами обороны Чехословакии генералом Людвиком Крейчи 18 октября 1938 года на должность заместителя главнокомандующего при словацком автономном правительстве. Первым делом Чатлошу совместно с генералом Прхалой было поручено организовать оборону Словакии в случае вторжения. Еще одним вопросом, в котором Чадлош принимал участие, было превращение почти 100-тысячной Глинковой гвардии из группировки бандитов в дисциплинированную военизированную организацию. Чатлош выступил с этой инициативой в начале ноября и даже предложил разрешить гвардии официально владеть оружием, но при условии его надлежащей регистрации.

### В армии независимой Словакии
15 марта 1939 года было провозглашено независимое словацкое государство, и Фердинанд Чатлош, как доверенное лицо Глинковой партии, вошел в состав правительственного кабинета в качестве министра национальной обороны. Первым шагом Чатлоша стало введение в армии приветствия «Na stráž!» (со словац. — «Начеку!») в словацкой армии. После консультаций с Министерством национальной обороны Чехословакии в Праге был проведен взаимный обмен солдатами чешской и словацкой национальности. Чехи из распавшейся чехословацкой армии должны были покинуть Словакию, а словаки должны были вернуться на Родину.
Во время вторжения в Польшу командовал полевой армией «Бернолак». Пытался установить контакты с антифашистским сопротивлением и с Москвой, однако советские представители сообщили, что не нуждаются в услугах «Квислингов».  С июня 1941 года — командир Словацкого экспедиционного корпуса.
Сдался в плен словацким партизанам, переправлен в СССР. После войны приговорён к 5 годам заключения, однако уже в 1948 году выпущен на свободу, служил мелким чиновником в городе Мартин.
Умер в 1972 году и похоронен на Народном кладбище в городе Мартине.